# Miltogramma longilobata
Miltogramma longilobata är en tvåvingeart som beskrevs av Boris Borisovitsch Rohdendorf 1930. Miltogramma longilobata ingår i släktet Miltogramma och familjen köttflugor.
Artens utbredningsområde är Ukraina. Inga underarter finns listade i Catalogue of Life.